# Brabazon Range
Die Brabazon Range ist ein Gebirgszug in der Region Canterbury auf der Südinsel von Neuseeland.

## Geographie
Die Brabazon Range befindet sich zwischen der östlich verlaufenden Two Thumb Range und dem westlich liegenden Tal des Rangitata River. Im Norden grenzt die Black Mountain Range an und im Süden die Sinclair Range sowie im Südosten ein Teil der Ebene der Butler Downs.
Der rund 8 km lange und in Ost-West-Richtung verlaufende Gebirgszug, der im Norden vom Black Birch Creek und im Süden vom Busch Stream begleitet wird, kommt mit seinen Gipfeln nicht über die 1800 m hinaus. Der Namensgeber des Gebirgszugs, der Mount Brabazon, weist eine Höhe von 1792 m auf.
Durch das Tal des Busch Streams verläuft der im Tal des Rangitata River beginnende Busch Stream Track in westliche Richtung bis zu den Höhen der Two Thumb Range.
Administrativ gehört die Brabazon Range zum Timaru District.

## Conservation Park
Die Brabazon Range zählt mit den umliegenden Gebirgsketten zum Te Kahui Kaupeka Conservation Park, der vom Department of Conservation verwaltet wird.